# Friedrich Lorentz
Friedrich Lorentz (ur. 18 grudnia 1870 w Güstrow w Meklemburgii, zm. 29 marca 1937 w Sopocie) – niemiecki slawista i historyk, badacz języka, kultury materialnej i historii Kaszubów oraz ich luterańskiego odgałęzienia z Pomorza Zachodniego tzw. Słowińców.

## Życiorys
Urodzony w Güstrow w Meklemburgii. Gimnazjum ukończył w 1890 r. w Wismarze. Językoznawstwo i slawistykę studiował w Heidelbergu i w Lipsku. Doktorat zdobył w 1894. W 1896 r. po otrzymaniu stypendiów książęcego i hrabiowskiego zamieszkał w Gdańsku, poświęcając się badaniom języka kaszubskiego. Na Kaszubach odwiedzał rodzinę Zitzewitzów. Po zakończeniu badań nad Słowińcami mieszkał kolejno w Wejherowie, Kartuzach i Sopocie. W 1907 r. założył w Kartuzach Kaszubskie Towarzystwo Ludoznawcze, którego organem były Mitteilungen des Vereins für Kaschubische Volkskunde. W 1920 roku Lorenz współpracował z Gryfem. W tym samym roku został członkiem Instytutu Zachodnio-Słowiańskiego a pięć lat później członkiem Akademii Umiejętności w Leningradzie. Był współautorem dzieła: "Kaszubi – kultura ludowa i język", które przetłumaczono i wydano po angielsku jako The Cassubian Civilization (1935).
Pochowany na Cmentarzu Komunalnym w Sopocie (kwatera L2-7-2).

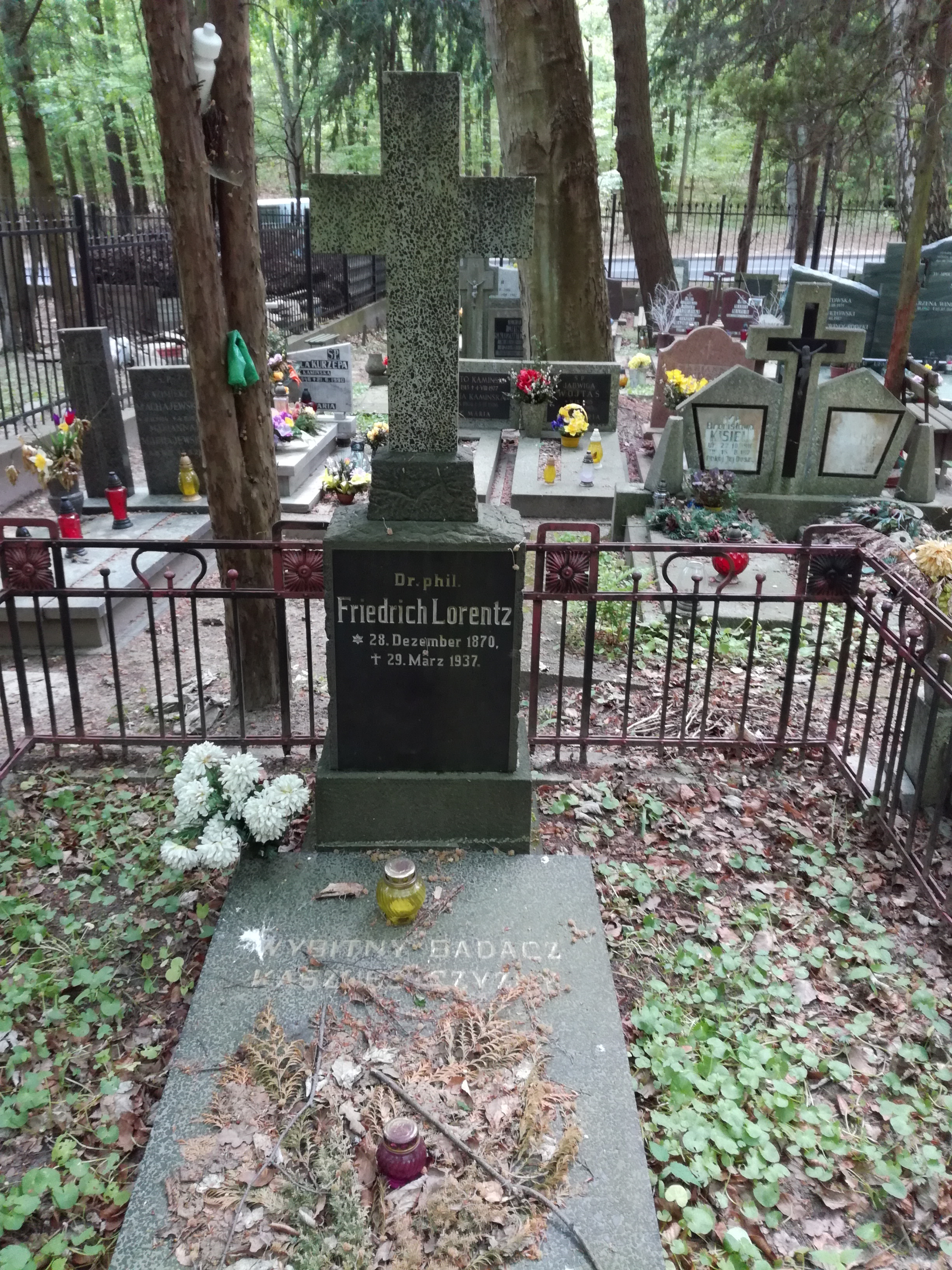
Grób Friedricha Lorentza na Cmentarzu Komunalnym w Sopocie

## Dzieła
- 1903, Slovinzische Grammatik
- 1905, Slovinzische Texte
- 1908-12, Slovinzisches Wörterbuch
- 1911, Zarys ogólnej pisowni i składni pomorsko-kaszubskiej
- 1919, Kaschubische Grammatik
- 1923, Polskie i kaszubskie nazwy miejscowości na Pomorzu Kaszubskiem (ISBN 83-60437-22-X) (ISBN 978-83-60437-22-3)
- 1924, Teksty pomorskie
- 1925, Geschichte der pomeranischen Sprache
- 1926, Geschichte der Kaschuben
- 1934, Kaszubi – kultura ludowa i język [z: Adam Fischer, Tadeusz Lehr-Spławiński
- Gramatyka pomorska, t. 1-3, Wrocław 1958-1962